# McClure (cráter)
McClure es un pequeño cráter de impacto lunar. Se encuentra en el borde occidental del Mare Fecunditatis, justo al este del prominente cráter Colombo. Al norte de McClure se halla Crozier, de tamaño similar, y al suroeste aparece Cook, más grande.
|  |

El borde exterior es casi circular y no muestra un desgaste significativo. Las paredes internas se inclinan suavemente hasta un suelo interior algo irregular. McClure C está unido al exterior del borde noroeste.

## Cráteres satélite
Por convención estos elementos son identificados en los mapas lunares poniendo la letra en el lado del punto medio del cráter que está más cerca de McClure.
|         | \| McClure \| Coordenadas \| Diámetro \| \| ------- \| ----------------------------- \| -------- \| \| A \| 15°42′S 49°06′E / -15.7, 49.1 \| 6 km \| \| B \| 15°24′S 49°18′E / -15.4, 49.3 \| 9 km \| \| C \| 14°42′S 49°48′E / -14.7, 49.8 \| 27 km \| \| D \| 14°48′S 51°48′E / -14.8, 51.8 \| 22 km \| \| M \| 14°12′S 51°18′E / -14.2, 51.3 \| 21 km \| \| N \| 14°12′S 52°42′E / -14.2, 52.7 \| 9 km \| \| P \| 14°48′S 53°30′E / -14.8, 53.5 \| 16 km \| \| S \| 13°48′S 53°24′E / -13.8, 53.4 \| 4 km \| |          |
| McClure | Coordenadas | Diámetro |
| A       | 15°42′S 49°06′E / -15.7, 49.1 | 6 km     |
| B       | 15°24′S 49°18′E / -15.4, 49.3 | 9 km     |
| C       | 14°42′S 49°48′E / -14.7, 49.8 | 27 km    |
| D       | 14°48′S 51°48′E / -14.8, 51.8 | 22 km    |
| M       | 14°12′S 51°18′E / -14.2, 51.3 | 21 km    |
| N       | 14°12′S 52°42′E / -14.2, 52.7 | 9 km     |
| P       | 14°48′S 53°30′E / -14.8, 53.5 | 16 km    |
| S       | 13°48′S 53°24′E / -13.8, 53.4 | 4 km     |